# Ação de Graças
O Dia de Ação de Graças, conhecido em inglês como Thanksgiving Day, é um feriado celebrado sobretudo nos Estados Unidos, no Canadá e nas ilhas do Caribe, observado como um dia de gratidão a Deus, com orações e festas, pelos bons acontecimentos ocorridos durante o ano. Dependendo do ano, pode celebrar-se entre em 22 e em 28 de novembro.

## História
Primeiramente, o dia de Ação de Graças era comemorado na quarta quinta-feira do mês de novembro, na região da Nova Inglaterra, sob a forma de festivais cristãos em agradecimento pelas boas colheitas realizadas no ano. Por esta razão, o Dia de Ação de Graças é comemorado no outono (do hemisfério norte), após a colheita ter sido recolhida.
O primeiro deles foi celebrado em Plymouth, Massachusetts, pelos colonos que fundaram a vila, em 1620. No ano seguinte, depois de más colheitas e inverno rigoroso, os colonos tiveram uma boa colheita de milho no verão de 1621. Por ordem do governador da vila, em homenagem ao progresso desta safra em anos anteriores, a festa foi marcada no início do outono de 1621. Homens de Plymouth mataram patos e perus. Outros alimentos que faziam parte do cardápio foram peixes e milho. Cerca de noventa índios teriam participado do festival. Todos comeram ao ar livre em grandes mesas.

### O feriado nos Estados Unidos

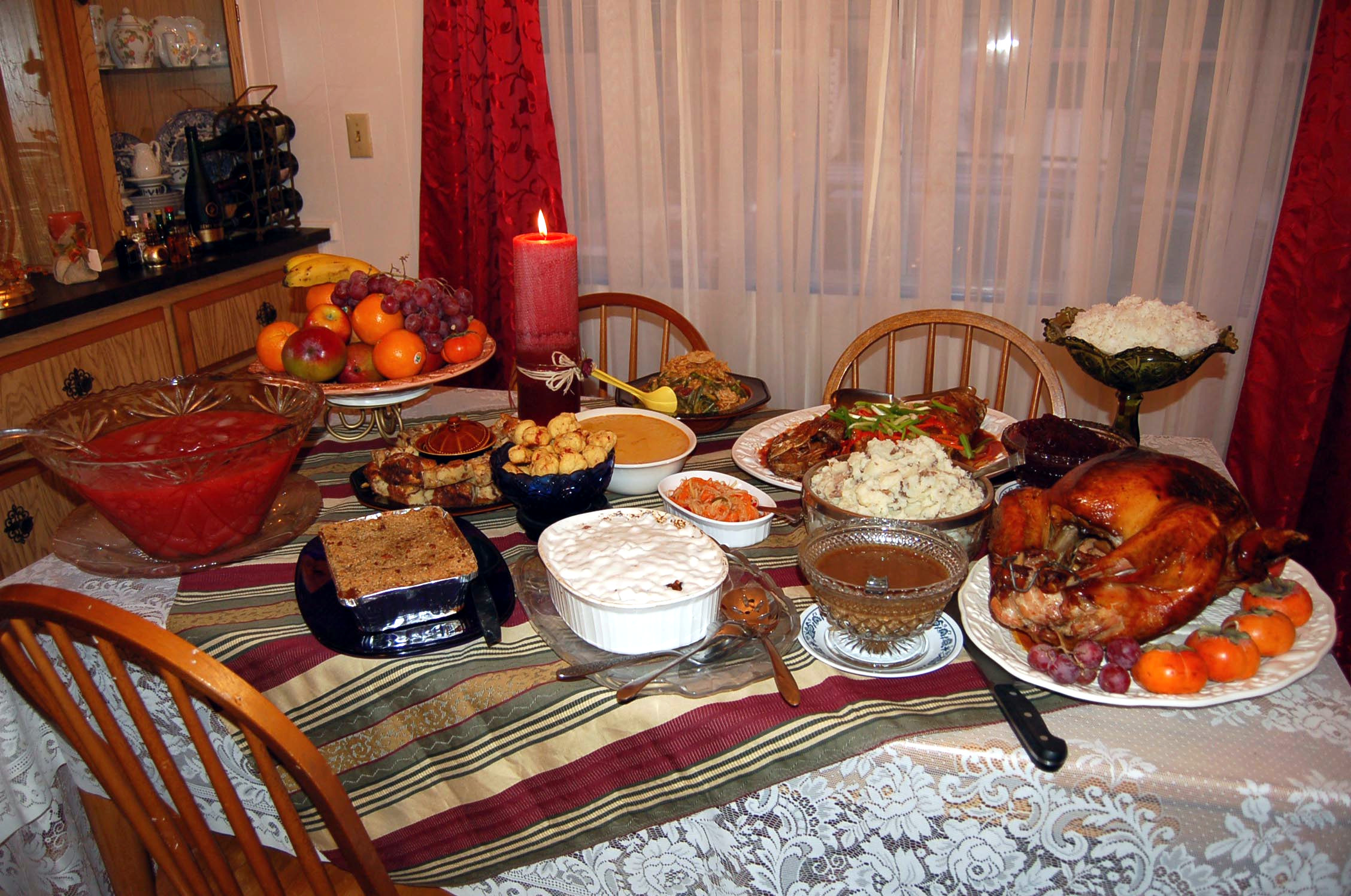
Jantar típico de um dia de Ação de Graças.

Durante muitos anos, o Dia de Ação de Graças não foi instituído como feriado nacional, sendo observado como tal em apenas certos estados, como Nova York, Massachusetts e Virgínia. Em 1863, o então presidente dos Estados Unidos, Abraham Lincoln, declarou que a quarta quinta-feira de novembro seria o Dia Nacional de Ação de Graças.
Mas em 1939, o presidente Franklin Delano Roosevelt instituiu que este dia seria celebrado na terceira semana de novembro, a fim de ajudar o comércio, aumentando o tempo disponível para propagandas e compras antes do Natal (na época, era considerado inapropriado ter produtos publicitários à venda antes do dia de Ação de Graças). Como a declaração de Roosevelt não era mandatória, 23 estados adotaram a medida instituída por Roosevelt e 22 não o fizeram, com o restante tomando ambas quintas-feiras (a terceira e a quarta semana de novembro) como Dia de Ação de Graças. O Congresso dos Estados Unidos, para resolver esse impasse, então instituiu que o Dia de Ação de Graças seria comemorado definitivamente na quinta-feira da quarta semana de novembro e que seria um feriado nacional.

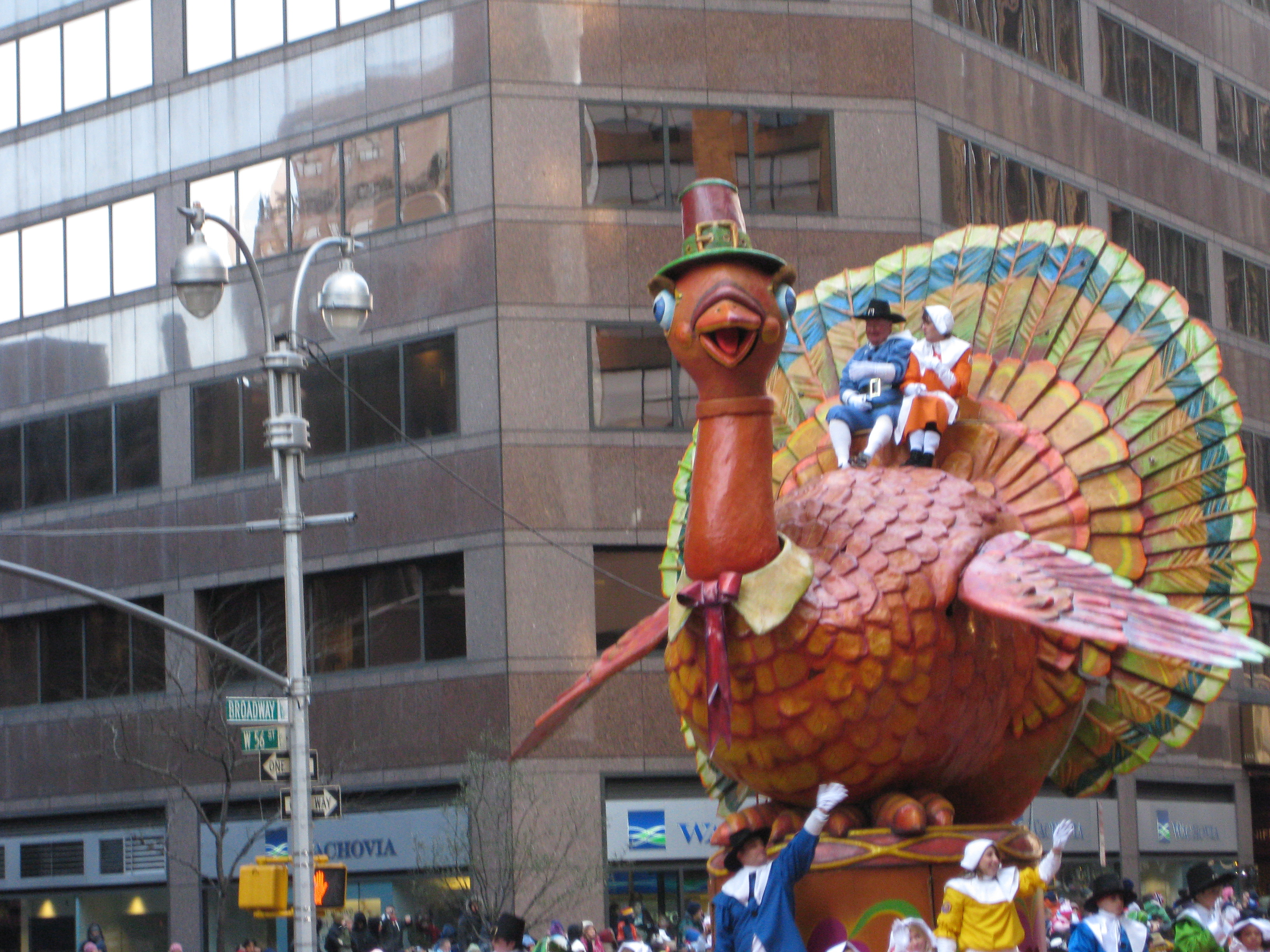
Parada de Ação de Graças em Nova Iorque.

Tanto nos Estados Unidos quanto no Canadá,o Dia de Ação de Graças é geralmente um dia quando as pessoas usam seu tempo livre para estar com a família, fazendo grandes reuniões e jantares familiares. É também um dia em que muitas pessoas dedicam seu tempo para pensamentos religiosos, orações e missas.
O Dia de Ação de Graças é comemorado com grandes desfiles e também nos Estados Unidos, com a realização dos jogos de futebol americano. O prato principal do Dia de Ação de Graças geralmente é o peru, o que dá ao Dia de Ação de Graças o apelido de "Dia do Peru" (Turkey Day). Além disso, os cookies também são muito tradicionais nessa data. Em 1967 houve um massacre no dia de ação de graças durante uma manifestação, e em 1969, povos indígenas ocuparam a prisão de Alcatraz nesta data.
A Parada do Dia de Ação de Graças da Macy’s é um desfile anual, que celebra o dia de ação de graças, com balões favoritos de todos – Snoopy, Goku de “Dragon Ball” e o Poderoso Chefinho, do filme DreamWorks. Em sua 95ª edição no ano de 2021, contou com balões do Yoda, Pikachu, Eevee entre outros.

### O feriado no Canadá
Enquanto alguns pesquisadores afirmam que "não há nenhuma narrativa convincente sobre as origens do dia de Ação de Graças canadense", a primeira ação de graças canadense é muitas vezes lembrada em 1578 pelo explorador Martin Frobisher. Frobisher, que estava tentando encontrar a Passagem do Noroeste para o Oceano Pacífico, realizou a sua festa de Ação de Graças não para a colheita, mas em agradecimento por sobreviver à longa viagem da Inglaterra através dos perigos de tempestades e icebergs. Em sua terceira e última viagem ao extremo norte, Frobisher realizou uma cerimônia formal em Frobisher Bay na ilha de Baffin (atual Nunavut) para dar graças a Deus em um serviço ministrado pelo pregador Robert Wolfall eles celebraram a Comunhão.
As origens do Dia de Ação de Graças canadense também às vezes são lembrados pelos colonos franceses que vieram para a Nova França com o explorador Samuel de Champlain, no início do século XVII, que comemorou as suas colheitas de sucesso. Os colonos franceses na área fizeram festas no final da época de colheita e continuaram durante toda a temporada de inverno, até mesmo compartilhando comida com os povos indígenas da região.
Como os colonos chegaram no Canadá a partir da Nova Inglaterra, no final do outono, celebrações de Ação de Graças se tornaram comuns. Novos imigrantes no país, como os irlandeses, escoceses e alemães também acrescentaram suas próprias tradições para as celebrações da colheita. A maioria das características da celebração do dia de Ação de Graças dos EUA (como o peru), foram incorporados quando houve o Império Unido Legalista, época em que estadunidenses começaram a fugir dos EUA durante a Revolução Americana e se estabeleceram no Canadá.
Ação de Graças é agora um feriado estatutário na maioria das jurisdições do Canadá, com exceção das Províncias atlânticas do Canadá: Ilha do Príncipe Eduardo, Terra Nova e Labrador, Nova Brunswick e Nova Escócia.

## Dia de ação de graças em outros países

### Brasil
No Brasil, o então presidente Gaspar Dutra instituiu o Dia Nacional de Ação de Graças, através da lei 781, de 17 de agosto de 1949, por sugestão do embaixador Joaquim Nabuco, entusiasmado com as comemorações que vira em 1909, na Catedral de São Patrício, quando embaixador em Washington. Em 1966, a lei 5110 estabeleceu que a comemoração se daria na quarta quinta-feira de novembro. O Dia de Ação de Graças é comemorado entre muitas famílias de origem americana e por algumas denominações protestantes, como a Igreja Episcopal Anglicana do Brasil, Igreja Evangélica Luterana do Brasil, a Igreja Presbiteriana, a Igreja Batista, a Igreja Metodista e universidades confessionais metodistas, a Igreja do Evangelho Quadrangular e a Igreja do Nazareno. A data também é lembrada pela Igreja Católica e por escolas de língua inglesa.

### Portugal
Em Portugal, o dia de ação de graças ocorre na 4ª quinta-feira de novembro. Ele chega a ser lembrado por alguns portugueses, mas ao contrário do Natal e do Ano Novo ele não é comemorado. No entanto, os emigrantes americanos e canadianos instalados no país celebram-no, ou então viajam para a terra Natal para o celebrarem com o resto da família.